# Larissa Kerner

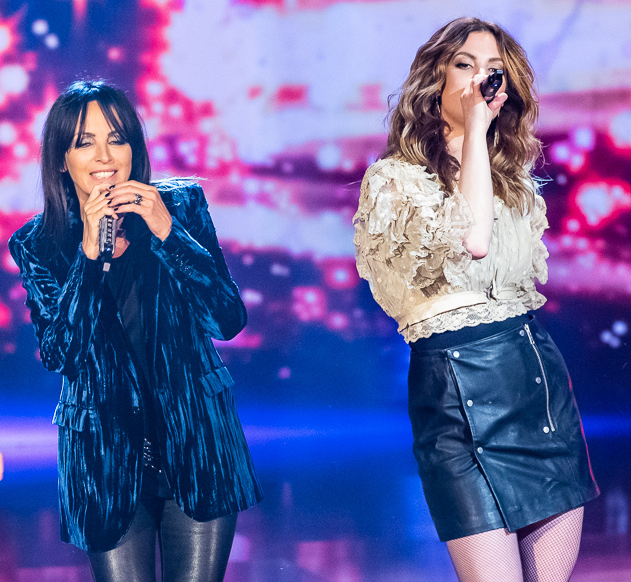
Larissa Kerner (rechts) mit ihrer Mutter Nena (2018)

Larissa Kerner (* 7. April 1990 in Berlin) ist eine deutsche Musikerin und Künstlerin.

## Leben
Larissa Kerner ist die Tochter des Schauspielers Benedict Freitag und der Sängerin Nena. Sie hat einen Zwillingsbruder und ist Mutter einer Tochter (* 2009) und eines Sohnes (* 2013).
Gemeinsam mit ihrer Mutter schrieb sie den Song Dreh dich auf dem 2009 erschienenen Album Made in Germany. Weitere Liedtexte steuerte sie bereits 2008 zur Kinderlieder-CD Himmel, Sonne, Wind und Regen ihrer Mutter bei. 2012 gründeten Kerner und ihre Freundin Marie Suberg die Elektropop-Band ADAMEVA, die Musik und Pop-Art-Kunst kombiniert. 2016 spielte sie neben ihrer Oma Ursula und ihrer Mutter in deren Musikvideo ihrer Single Genau jetzt mit. Ihre Neuinterpretation des Liedes Alles ist relativ ist seit der 20. Staffel (2017) Serientitelsong der Kinder- und Jugendfernsehserie Schloss Einstein.
In der 5. und 6. Staffel der Casting-Show The Voice Kids, die 2017 und 2018 ausgestrahlt wurden, war Kerner gemeinsam mit ihrer Mutter in der Jury vertreten. Im Dezember 2018 trat sie zusammen mit ihrer Mutter bei der XXL-Ausgabe von Wer weiß denn sowas? auf. Im Januar 2019 stellten The BossHoss das Musikvideo zu ihrer Single She vor, in dem Kerner eine Hauptrolle spielt.